# Praxedis G. Guerrero
Praxedis G. Guerrero är en kommun i Mexiko.   Den ligger i delstaten Chihuahua, i den norra delen av landet, 1 500 km nordväst om huvudstaden Mexico City. Antalet invånare är 4 799. Arean är 809 kvadratkilometer. Praxedis G. Guerrero gränsar till Hudspeth County.
Terrängen i Praxedis G. Guerrero är kuperad söderut, men norrut är den platt.
Följande samhällen finns i Praxedis G. Guerrero:
- Praxédis Guerrero